# Asylum (film, 1972)
Pour les articles homonymes, voir Asylum.
Pour plus de détails, voir Fiche technique et Distribution.
Asylum est un film britannique réalisé par Roy Ward Baker, sorti en 1972.
Il s'agit d'un ensemble de quatre histoires mais à la différences d'autres films à sketches, les différents récits sont liés les uns aux autres, constituant ainsi un ensemble cohérent et dont le fil tourne autour d'une seule question : Mais qui est donc le Dr Starr ?

## Synopsis

### Cadre du récit
Le Dr Martin (Robert Powell), un jeune psychiatre, postule pour une place dans un petit asile situé dans un coin reculé d'Angleterre. Il se rend donc dans cet établissement et une personne handicapée en fauteuil roulant le reçoit dans son bureau. Il s'agit du Dr Lionel Rutheford qui, à la recherche d'un nouveau collègue pour gérer les patients hospitalisés, lui propose, au titre d'un examen d'embauche, de déterminer s'il sera capable de découvrir parmi quatre patients hébergés à l'étage, lequel fut son ancien associé, le Dr Starr, psychiatre qui a fini par perdre la raison et agresser le Dr Rutheford, Starr étant donc interné dans son propre établissement. Le Dr Martin est assez surpris mais accepte la proposition.
Dès lors, le Dr Martin va devoir rendre visite aux quatre personnes de façon séparée. Il monte à l'étage où sont hébergés les malades. Il est reçu puis accompagné par Max, l'infirmier de l'établissement. Tour à tour, il va écouter les histoires des quatre patients, toutes aussi déroutantes les unes que les autres.

### Première histoire (Frozen Fear)

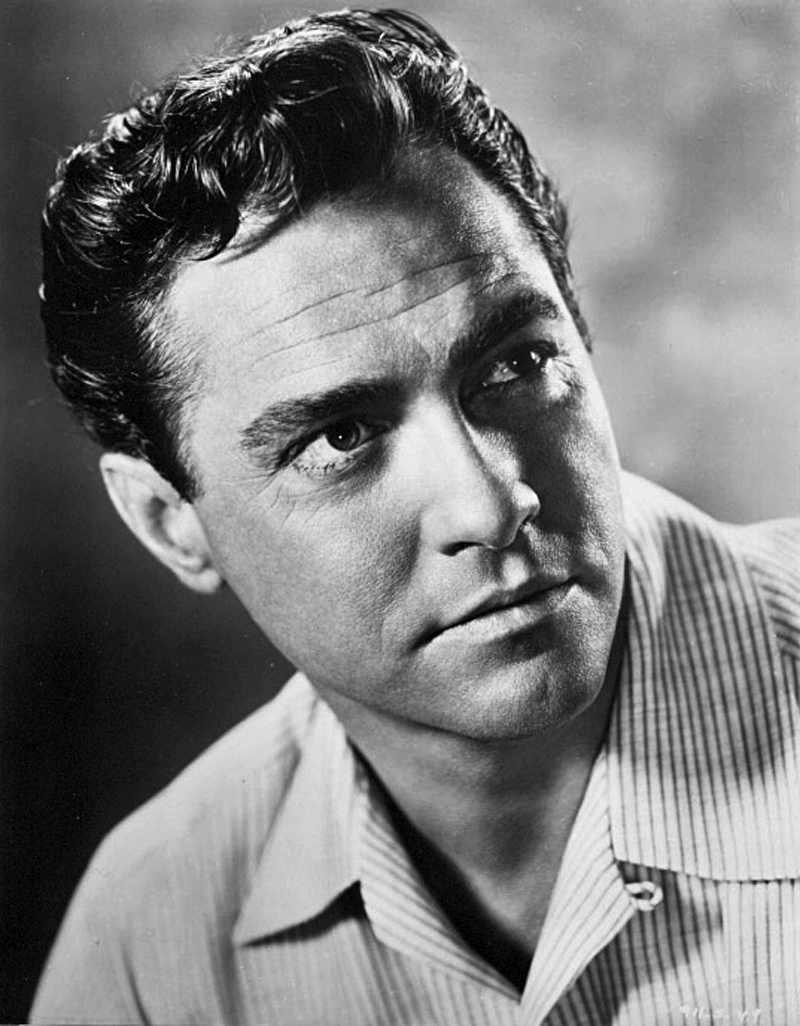
L'acteur Richard Todd interprète Walter, le mari assassin tué par sa propre victime

Le premier patient que rencontre le Dr Martin est une femme issue de la bourgeoisie, dénommée Bonnie et elle raconte son histoire : son amant Walter (Richard Todd), en accord avec elle, s'est débarrassé de son épouse en la tuant d'un coup de marteau dans le sous-sol de sa maison. Walter dissimule ensuite son corps découpé en morceau (et chaque morceau enfermé dans un paquet) à l'intérieur d'un congélateur situé dans la cave de cette maison, mais tout ne se passe pas comme l'avaient prévu les deux amants. 
Averti par Walter que le crime a été commis, Bonnie se rend chez son amant afin de le féliciter de son acte, mais celui-ci a pris la place de sa femme dans le congélateur. La femme internée explique alors au Dr Martin qu'elle a été agressée par les morceaux de l'épouse de son amant (toujours empaquetée) et qu'elle s'est infligée elle-même un coup de hache pour s'en débarrasser ce qui a entraîné son hospitalisation, puis son placement à l'asile.

### Deuxième histoire (The Weird Tailor)
Le second patient est Bruno (Barry Morse) un modeste tailleur d'origine juive. Il doit de l'argent au propriétaire de son échoppe et celui-ci vient lui réclamer son loyer un lundi. Le tailleur lui promet de le payer samedi prochain et son propriétaire s'en va en lui assurant qu'il reviendra samedi. Plus tard, un homme étrange dénommé Mr Smith (Peter Cushing) vient demander au tailleur la confection d'un costume pour son fils avec le tissu qu'il lui apporte. Mr Smith, bien habillé et apparemment riche, impose au tailleur la coupe et les mesures de ce vêtement qu'il ne devra concevoir qu'en pleine nuit entre minuit et cinq heures du matin. En trois nuits, le tailleur achève le vêtement et part le livrer à son client, mais celui-ci s'avère incapable de le payer. 
Bruno se fâche et croit que Mr Smith se moque de lui, pensant qu'il est riche. Bruno fouille alors la maison de son client et trouve le cadavre de son fils reposant dans un cercueil. Mr Smith sort une arme pour menacer le tailleur. Durant la bagarre qui s'ensuit, Bruno tente de s'emparer de l'arme et tue Mr Smith accidentellement. Il s'enfuit avec le costume et un livre que Mr Smith lui avait montré et qui semble avoir de la valeur. Effrayé par ce que contient ce livre, Bruno décide le brûler ainsi que le costume dans la cheminée, et avoue à sa femme qu'il a tué un homme. Mais le costume, posé sur le mannequin, lui a donné la vie et celui-ci agresse le tailleur qui perd la raison, ce qui entraînera son internement à l'asile.

### Troisième histoire (Lucy Comes To Stay)

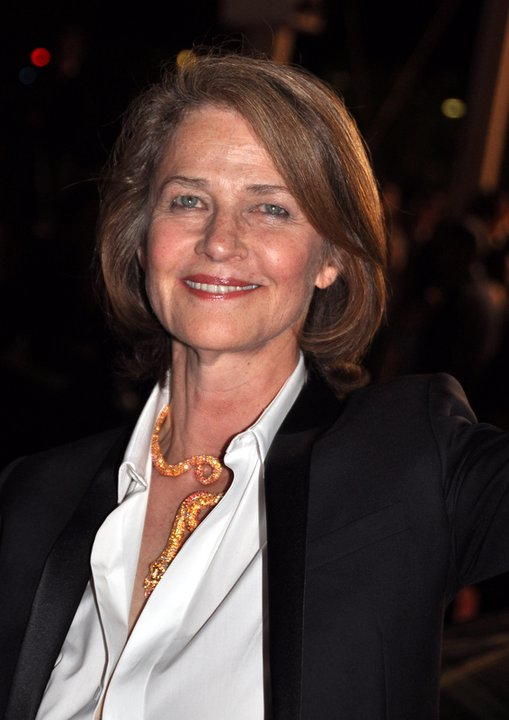
Charlotte Rampling interprète la jeune fille atteinte de dédoublement de la personnalité

Le Dr Martin rend ensuite visite à une jeune femme prénommée Barbara (Charlotte Rampling) qui explique que si sa vie a basculé, c'est à cause de Lucy. Après son hospitalisation (probablement un internement psychiatrique), son frère George l'emmène dans une grande maison où elle doit se reposer sous le contrôle et les soins d'une sorte de gouvernante qui, à peine arrivée, lui demande de se coucher. On est pourtant en pleine journée. La gouvernante doit cependant s'absenter pour aller voir sa mère à l'hôpital, accompagnée par George. Alors que Barbara se retrouve seule dans la maison et qu'elle vient de prendre des médicaments, elle fait la rencontre de Lucy qui l'attend dans sa chambre (et dont on peut se demander comment elle est arrivée là). Lucy explique alors à Barbara que son frère veut l'interner définitivement et qu'elle doit se sauver et s'éloigner définitivement, lui promettant de s'occuper de tout.
George revient et Barbara fait semblant de dormir. Une main dépose un somnifère dans le café de George alors que celui lit un journal dans le salon, au rez-de-chaussée. La même main prend des ciseaux afin de couper la ligne téléphonique. Pendant ce temps, Barbara veut reprendre des médicaments mais Lucy fait irruption dans la salle et l'en empêche avant de disparaître. La gouvernante revient et se rend compte que George a été tué à coup de ciseaux, avant d'être à son tour assassinée par Lucy. Le Dr Martin s'aperçoit alors que Lucy ne semble exister que dans l'imagination de Barbara et qu'elle bien une criminelle, mais est-elle Barbara ou bien Lucy ? Martin quitte sa chambre en compagnie de Max.

### Quatrième histoire (Mannikins of Horror)
Le quatrième patient est un médecin, ancien neurologue, le Dr Byron (Herbert Lom), qui fabrique des figurines qu'il déclare vivantes. Il a même créé une figurine à son image. Il explique qu'il lui suffit de fixer une figurine dans les yeux en méditant pour lui insuffler la vie. Le Dr martin ne s'attarde pas avec lui et quitte la chambre. Il semble convaincu que Byron ne peut être que le Dr Starr.
Peu de temps après, alors que Max l'infirmier vient apporter son repas au Dr Byron, la poupée à son effigie s'anime et parvient discrètement à sortir de la chambre en empruntant un couloir, puis le monte-plat et parvient à descendre au rez-de-chaussée et se rendre dans le bureau du Dr Rutheford. La poupée le tue en lui enfonçant un bistouri dans la nuque devant les yeux hagards du Dr Martin, qui devisait avec Rutheford.
Le Dr Martin est surpris mais réussit néanmoins à écraser la figurine à coup de talons, entraînant cependant la mort du Dr Byron dont la vie était liée à sa poupée. Martin continue ses recherches sur le Dr Byron et se rend compte qu'il s'est peut-être trompé, mais il est trop tard et il est tué par le vrai Dr Starr.

### Épilogue
Un nouveau postulant se présente pour l'emploi de médecin psychiatre dans l'établissement. Il est reçu par le Dr Starr... c'est-à-dire Max, l'infirmier dont l'assassin a pris l'identité.

## Commentaire
Les studios Amicus perpétuent avec ce titre une formule dont ils se sont fait une spécialité avec un relatif succès : le film à tiroirs, encore appelé film à sketches. Fondant son récit sur plusieurs histoires réunies dans un même cadre (en l'occurrence un asile d'aliénés), ce mode narratif permet de regrouper sur une même affiche, à moindres frais, un nombre impressionnant de spécialistes du genre, ici : Peter Cushing, Herbert Lom, Patrick Magee... auxquels se sont également jointes quelques vedettes invitées, issues d'autres registres, comme Barbara Parkins, Charlotte Rampling, Robert Powell ou Richard Todd.
Le scénario se fonde en outre, comme souvent chez Amicus, sur des nouvelles écrites par le fameux auteur de Psychose, Robert Bloch.

## Fiche technique
- Titre original : Asylum

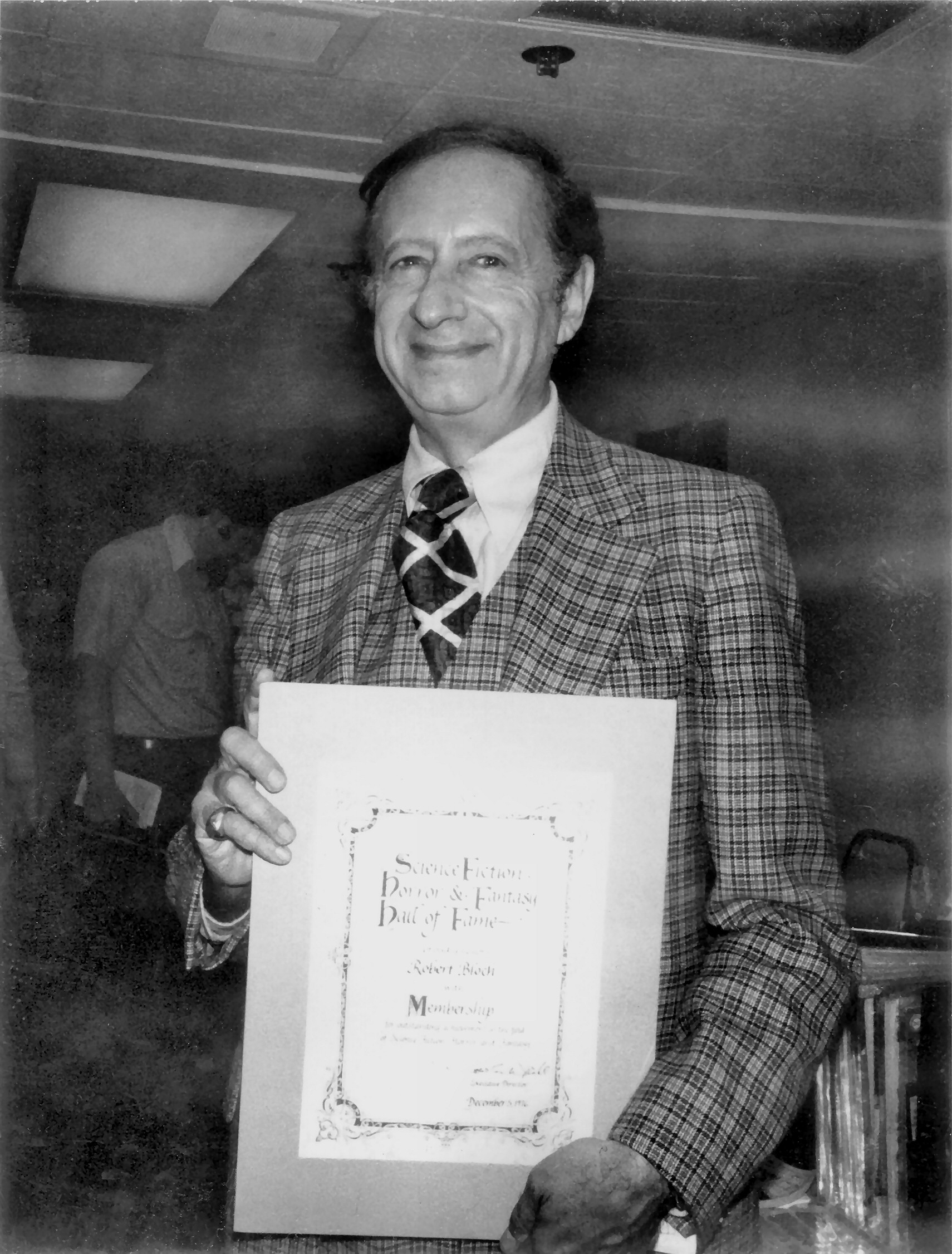
L'écrivain américain, Robert Bloch, auteur de nombreux ouvrages fantastiques et le scénariste du film

- Titre français : Asylum ou Les Mystères d'Asylum[1]
- Réalisation : Roy Ward Baker
- Scénario : Robert Bloch
- Production : Gustave M. Berne, Max Rosenberg et Milton Subotsky
- Société de production : Amicus Productions
- Musique : Douglas Gamley
- Photographie : Denys N. Coop
- Montage : Peter Tanner
- Direction artistique : Tony Curtis
- Costumes : Bridget Sellers
- Pays d'origine : Royaume-Uni
- Format : Couleurs - 1,85:1 - Mono - 35 mm
- Genre : Horreur, science-fiction
- Durée : 88 minutes
- Dates de sortie : 
  - Royaume-Uni : juillet 1972
  - France : 8 mai 1974
- Film interdit aux moins de 16 ans lors de sa sortie en France

## Distribution
- Peter Cushing : Smith
- Britt Ekland : Lucy
- Herbert Lom : Byron
- Patrick Magee : le docteur Rutherford
- Barry Morse : Bruno
- Barbara Parkins : Bonnie
- Robert Powell : le docteur Martin
- Charlotte Rampling : Barbara
- Sylvia Syms : Ruth
- Richard Todd : Walter
- James Villiers : George
- Geoffrey Bayldon : Max Reynolds
- Ann Firbank : Anna
- Megs Jenkins : Miss Higgins
- John Franklyn-Robbins : Stebbins
- Sylvia Marriott : une infirmière

## Autour du film

### Autour des acteurs
- Toutes les scènes de Peter Cushing furent tournées en seulement deux jours.
- Geoffrey Bayldon remplaça Spike Milligan, qui quitta le projet peu avant le début du tournage.

### Autour de la réalisation
- La production avait initialement choisi le chef opérateur Arthur Grant, mais ce dernier apprit, trois semaines avant le début du tournage, qu'il était atteint d'une maladie incurable.
- L'année suivante, le cinéaste retrouve Peter Cushing, Herbert Lom et Patrick Magee pour And Now the Screaming Starts! (1973). Après avoir dirigé déjà dirigé Cushing dans Les Passions des vampires (1970), il retrouvera encore l'acteur sur Les 7 vampires d'or (1974) et Les Masques de la mort (1984).

## Bande originale
- A Night on the Bald Mountain (une nuit sur le mont chauve), composé par le musicien russe Modeste Moussorgski et interprété par Douglas Gamley sert de cadre musical au début et à la fin du film.
- Pictures at an Exhibition (Tableaux d'une exposition), composé par Modeste Moussorgski et interprété par Douglas Gamley

## Distinctions
- Prix Interfilm et Prix OCIC, lors du Festival de Berlin en 1973.
- Licorne d'or au Festival international de Paris du film fantastique et de science-fiction